# Кёлер, Йохан Хармен Рудольф
Йо́хан Ха́рмен Рудо́льф Кёлер (3 июля 1818, Гронинген — 14 апреля 1873, Ачех) — нидерландский военный деятель, генерал-майор (1873). В 1873 году возглавил Первый Ачехский поход войск Голландской Ост-Индии. Погиб вскоре после начала похода.

## Биография

### Ранние годы
3 мая 1832 года в возрасте 14 лет Кёлер поступил на военную службу, сражался на фронтах Бельгийско-нидерландской войны. 21 мая 1834 года получил звание капрала, 16 декабря 1836 года — фурьера, а 21 июля 1838 года — сержанта.
В звании сержанта Кёлер был переведён в Ост-Индию, в состав голландской Ост-Индской армии, в часть, размещавшуюся на западе острова Суматра, куда он отправился 14 ноября 1839 года. В 1847 году он получил чин младшего лейтенанта. 4 октября того же года он был удостоен звания первого лейтенанта, а в 1852 году — капитана. В чине полковника он впоследствии выступил в качестве гражданского и военного губернатора округа Лампунг. В 1856 году он возглавил местное правительство. В 1857 году он был награждён воинским Орденом Виллема IV класса за образцовое поведение во время Ачехской кампании.

### Зрелые годы
В августе 1857 года Кёлер покинул Суматру и в течение последующих двух лет пребывал в Нидерландах. Здесь в 1858 году он получил звание майора, а в конце 1859 года вернулся в Ост-Индию. Здесь, на острове Ява, он стал командовать пехотным батальоном (с 1860 года — гарнизонным батальоном Банка).

В 1865 году, будучи произведённым в полковники, Кёлер возглавил голландские силы на западном побережье Суматры. Королевским указом № 19 от 7 января

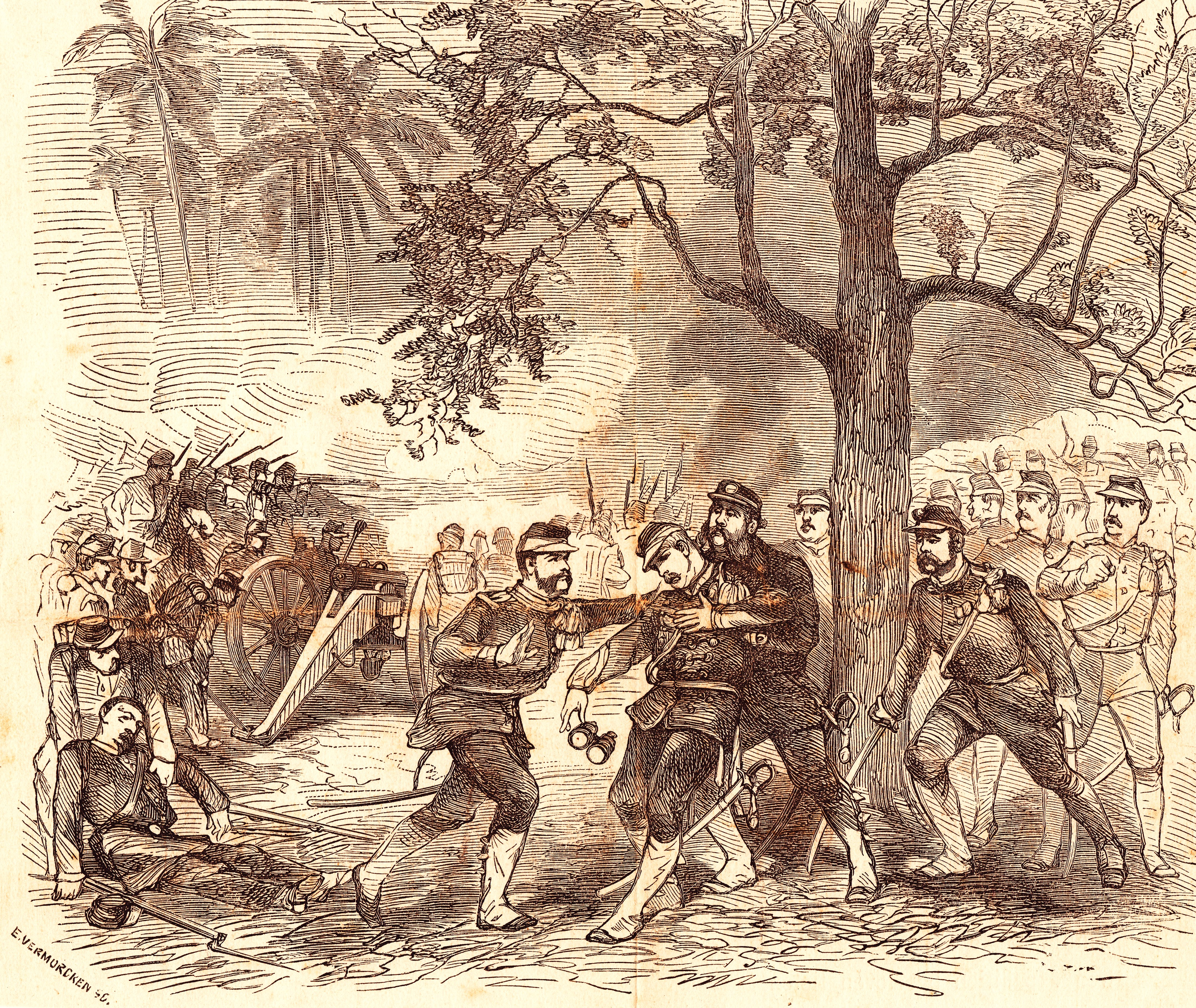
Рисунок 1873 года, изображающий сцену гибели генерала Кёлера

1873 года он получил чин генерал-майора и назначен командующим экспедиционными силами всего суматранского контингента.

### Первый Ачехский поход
В северной части острова Суматра располагалось независимое государство султанат Ачех. Ачех имел дипломатические связи с Италией, США, а также Османской империей. Опасаясь вторжения этих государств в нидерландскую сферу влияния, Нидерланды объявили султанату войну. 8 апреля 1873 года начался Первый Ачехский поход, во главе которого находился Йохан Кёлер.
Кёлер был убит вскоре после начала завоевательной экспедиции. 14 апреля 1873 года он был ранен одним из ачехцев пулей в левую руку, и его сердце остановилось. После гибели генерала на его место был назначен полковник ван Даален.
Останки Кёлера были доставлены в Сингапур на борту парохода «Король Нидерландов», а затем переправлены в Батавию и торжественно захоронены с воинскими почестями. Король Виллем III лично прибыл в Гронинген, принеся семье погибшего свои соболезнования.